# 斯萊滕鎮區 (明尼蘇達州波爾克縣)
斯萊滕鎮區（英語：Sletten Township）是位於美國明尼蘇達州波爾克縣的一個行政鎮區。

## 地方資料
斯萊滕鎮區的面積為93.57平方千米，當中陸地面積為93.31平方千米，而水域面積為0.25平方千米。根據2020年美國人口普查的數據，當地共有人口200人，而人口密度為每平方千米2.14人。